# Shortest Path Bridging
Shortest Path Bridging (SPB) är ett tillägg till protokollet för IEEE 802.1-nät (IEEE 802.1aq), ethernet, bestämma den bästa vägen att skicka datagram eller paket genom ett paketbaserat nätverk möjliggör snabbare beslut i router och switch. Ersättning för spanning tree protocol förenkla konfiguration och hantering.